# Rasna higijena
Termin „rasna higijena“ se koristio da opiše pristup eugenici u ranom dvadesetom veku, koja je našla svoju najširu primenu u nacističkoj Nemačkoj (nacistička eugenika). Obeležena je naporima da se izbegne mešanje rasa, slično uzgajivaču životinja koji teži da uzgaja životinje čiste rase. Kao i većina eugeničara toga doba, rasni higijeničari su verovali da bi nedostatak eugenike doveo do brze društvene degeneracije, pada civilizacije širenjem inferiornih karakteristika.
Nemački eugeničar Alfred Pluc je uveo termin rasna higijena u svojoj knjizi „Osnove rasne higijene“ 1895. godine. On je govorio o važnosti izbegavanja „kontraselektivnih sila“ kao što su rat, stvaranje potomstva među srodnicima, besplatna zdravstvena nega za siromašne, alkohol i venerične (polne) bolesti. U najjranijem uobličavanju, u pitanju je više bio pad nataliteta u Nemačkoj državi i povećan broj mentalno obolelih i invalida u državnim institucijama (i njihovih troškova po državu) nego „jevrejsko pitanje“ i „degeneracija nordijske rase“, čija će filozofija dominirati u Nemačkoj od 1920-tih do Drugog svetskog rata.
U nacističkoj propagandi, termiin „rasa“ je često imao značenje „arijevski“ ili nemački, a izgovarao se kao predstavljanje idealne i čiste dominantne rase koja je biološki bila superiorna u odnosu na sve druge rase. 1930-ih, pod uticajem eugeničara Ernsta Rudena, nacionalsocijalistička ideologija je prihvatila ovo poslednje značenje „rasne higijene“ koje je zahtevalo čistoću arijevske rase i osuđivalo mešanje rasa. To verovanje u važnosti čistoće nemačke rase često je služio kao teoretska kičma nacističke politike rasne superiornosti i krajnjeg genocida. Ove politike su začete 1935. godine, kada su nacionalsocijalisti doneli Nirnerške zakone koji su legalizovali čistoću rase zabranjivanjem seksualnih veza i brakova između Arijevaca i ne- Arijevaca kao rasnu sramotu.
Rasni higijeničari su igrali ključne uloge u Holokaustu, nastojanju nemačkih nacionalsocijalista da očiste Evropu od Jevreja, Rumuna, Poljaka, Srba (zajedno sa većinom Slovena),crnaca, ljudi mešovite rase, fizički i mentalno hendikepiranih ljudi. U programu Akcija T4, Hitler je naredio pogubljenje mentalno bolesnih pacijenata eutanazijom pod plaštom smrti od srčanih udara i bolesti. Metode i oprema koji su korišćeni tokom ubistva hiljada mentalno bolesnih su zatim prebačeni u koncentracione logore jer su materijali i resursi potrebni za efikasno ubijanje neverovatno velikog broja ljudi postojali i dokazali se kao uspešni. Medicinske sestre i osoblje koje je pomagalo i izvodilo ubistva je zatim premešteno zajedno sa gasnim komorama u koncentracione logore, koji su građeni kako bi mogli da ponavljaju masovna ubistva više puta.
Lekari koji su izvodili užasne eksperimenta na zatvorenicima u koncentracionim logorima, specijalizovali su se za rasnu higijenu i koristili su navodnu nauku za podršku svojih medicinskih eksperimenata. Neki eksperimenti su korišćeni za opšta medicinska istraživanja, na primer, ubrizgavanje uzročnika poznatih bolesti zatvorenicima, da bi se testirale vakcine ili mogući lekovi. Drugi eksperimenti su korišćeni da unaprede strategije nemačkog rata stavljanjem zatvorenika u vakuumske komore da se vidi šta bi moglo da se desi telima pilota ukoliko budu izbačeni na visokoj nadmorskoj visini ili su potapali zatvorenike u ledenu vodu da vide koliko dugo bi preživeli i koji materijali bi mogli da se koriste za produžetak života, kako bi mogli da naprave efikasnu odeću za nemačke pilote koji u oboreni u Engleskom kanalu. Prethodnica njihoviih saznanja su bili ranije izvođeni medicinski eksperimenti na afričkim ratnim zarobljenicima u koncentracionim logorima u Nambiji tokom genocida nad Herero i Namaka plemenima.
Ključni deo nacionalsocijalizma je bio koncept rasne higijene, a ovo polje je uzdignuto do primarne filozofije nemačke medicinske zajednice, prvo od strane aktivista lekara u okviru medicinske profesije, a posebno među psihijatrima. Ovo je kasnije ozakonjemo i institucionalizovano tokom i nakon dolaženja nacista na vlast 1933. godine, tokom procesa „koordinacije“ ili „unifikacije“, što je dovelo profesiju medicinske i mentale higijene (mentalno zdravlje) na vrh stroge hijerarhije sa nacionalsocijalističkim vođstvom.
Nacrt za nacistički stav prema drugim rasama su napisali Ervin Baur, Fric Lenc i Eugen Fišer objavili pod naslovom Teorija o ljudskom nasleđu i rasna higijena (1936).
Nakon drugog svetskog rata, rasistička ideologija je odbačena i proglašena nenaučnom od strane mnogih, ali i dalje je bilo onih koji podržavaju i ojačavaju eugeniku, čak i nakon široko rasprostanjene svesti o nacističkoj propasti. Nakon 1945. godine zagovornici eugenike su bili i Julian Haksli i Mari Stopš.